# Fossetta di Mohrenheim
In anatomia topografica, la fossetta di von Mohrenheim, detta anche trigono clavipettorale è una fossetta che si trova nel terzo esterno della regione sottoclavicolare. Prende il nome dall'anatomista tedesco Joseph Jakob von Mohrenheim che per primo la descrisse. È facilmente palpabile sul torace, ed è un importante punto di repere per la vena cefalica, che attraversa la fossetta per confluire nella vena ascellare.
Ha forma di un triangolo con base superiore e apice rivolto lateralmente e in basso. È delimitata in alto dal margine inferiore della clavicola, lateralmente dal margine anteriore del deltoide e mediamente dal margine superiore del muscolo grande pettorale.